# Институт механики металлополимерных систем им. В. А. Белого НАН Беларуси
Институт механики металлополимерных систем им. В. А. Белого (ИММС) — научно-исследовательское учреждение Национальной академии наук Беларуси, созданное в июне 1969 года на базе отдела механики полимеров АН БССР.

## Структура
Институт входит в состав Отделения физико-технических наук НАН Беларуси. Подбор для аспирантуры и докторантуры проводится по 3 специальностям:
- физика конденсированных сред,
- материаловедение (машиностроение),
- трение и износ в машинах.

ИММС разработал полимерные композиты для конструкционных и триботехнических целей, провел механические и триботехнические испытания материалов в соответствии со стандартами Государственного комитета по стандартизации Республики Беларусь и Международной организации по стандартизации (Женева, Швейцария), проанализировал состав и физико-химическую структуру полимерных материалов. Среди 174 сотрудников — 1 академик, 1 член-корреспондент, 8 докторов и 26 кандидатов наук. Каждые 2 года институт организует международную конференцию по полимерному материаловедению и трибологии. Издаются два журнала: «Трение и износ» (ISSN: 0202-4977) на английском и русском языках и «Полимерные материалы и технологии» на русском языке (ISSN: 2415-7260).

## История
5 июня 1969 года Совет Министров БССР утвердил Постановление № 201 о создании Института механики металлополимерных систем на базе кафедры механики полимеров, существовавшей с 1963 года. В институте созданы полимерные материалы, которые увеличили срок службы и надежность машин, снизили негативное влияние производства на окружающую среду. Также разработаны методы контроля свойств полимеров путем воздействия электрических и магнитных полей, ионизирующих излучений и физико-химических модификаций; изготовлено оригинальное оборудование для производства таких материалов. В институте работали академики В. А. Белый и А. И. Свириденок.
Основными направлениями исследований института являются: контроль прочностных, адгезионных, антифрикционных и антикоррозионных свойств композитов на основе органических и неорганических полимеров с целью создания материалов для деталей и узлов машин, оборудования и устройств; способы расчета деталей из полимерных композитов.